# Tsvétnoie
Tsvétnoie (en rus: Цветное) és un poble de l'óblast d'Astracan, a Rússia, segons el cens del 2010 tenia 1.121 habitants.